# Clínicas antibirria
Clínicas antibirria es una historieta serializada en 1993 del dibujante de cómics español Francisco Ibáñez perteneciente a la serie Mortadelo y Filemón.

## Trayectoria editorial
Serializada en 1993 en la revista Mortadelo Extra nºs 36 a 40, en 1994 se publicó en el n.º 46 de la Colección Olé.

## Sinopsis
La T.I.A. tiene que capturar a un gánster internacional, Hortensio Cataplines. Lo difícil del caso es que el Cataplines se opera la cara en las clínicas antibirria, con lo que cada vez tiene un rostro distinto gracias a la cirugía estética. La T.I.A. ha recibido el chivatazo de que el Cataplines anda por la ciudad y va a operarse de nuevo. Mortadelo y Filemón deberán ir a las clínicas antibirria haciéndose pasar por clientes para intentar capturarlo. Para que las clínicas los admitan como pacientes contarán con unos inventos del profesor Bacterio que causan un "pequeño" defecto físico.